# Pseudophoxinus egridiri
Pseudophoxinus egridiri és una espècie de peix cipriniforme de la família dels ciprínids.

## Morfologia
Els mascles poden assolir els 4 cm de longitud total.

## Distribució geogràfica
Es troba a Turquia.